# Thawb

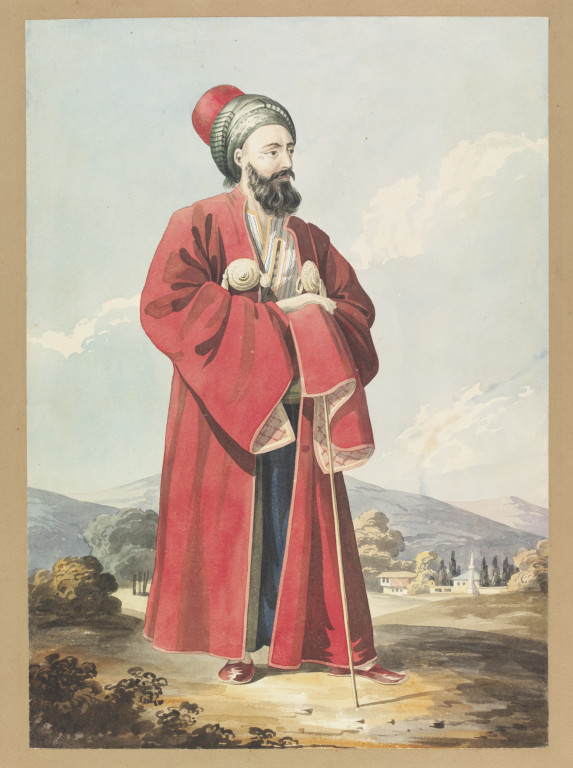
Coronel de artillería Otomano Armenio usando un Jubba

Un thaub (en árabe: ثَوب / ṯaub; ALA-LC: thawb), kandura (كَندورَة / kandūrah) o suriyah en Libia, es una prenda hasta los tobillos, por lo general con mangas largas, similar a una túnica. Esta ropa se llama kanzu en el idioma suajili, y se viste comúnmente en el este de África, en Irak, y en países árabes del Golfo Pérsico, Arabia Saudí y Oriente Próximo.

## Otras ocasiones
Un thawb o thaub a veces se puede usar con lo que se conoce como besht o en otras partes de Arabia "عباة" ‘abāa que significa una capa. El thaub se viste usualmente en ceremonias o por presidentes; un besht, "بشت" se puede usar en una boda, Eid, y funerales.
Puede denotar un estado de riqueza y/o realeza, o a veces una dignidad religiosa. Era fabricado originalmente en Siria, Irak y Jordania, se usa generalmente en Jordania, Siria, Irak y la península arábiga.